# Prem"jer-liha 2017-2018
La Prem"jer-liha 2017-2018 è stata la 27ª edizione della massima serie del campionato ucraino di calcio. La stagione è iniziata il 16 luglio 2017 e si è conclusa il 26 maggio 2018.. Lo Šachtar era il detentore del titolo ed ha confermato la vittoria aggiudicandosi l'undicesimo titolo della propria storia.

## Stagione

### Novità
Dalla Prem"jer-liha 2016-2017 sono state retrocesse Dnipro e Volyn'. Dalla Perša Liha sono stati promosse Mariupol' e Veres Rivne. Quest'ultima è stata promossa al posto del Desna Černihiv, poiché secondo la Federazione ucraina essa non sarebbe stata in grado di sostenere i costi finanziari per un'adeguata infrastruttura.

### Formato
Il campionato si svolge in due fasi: nella prima le dodici squadre si affrontano in un girone di andata e ritorno, per un totale di 22 giornate. Successivamente le squadre vengono divise in due gruppi in base alla classifica: le prime sei formano un nuovo girone e competono per il titolo e la qualificazione alle competizioni europee; le ultime sei invece lottano per non retrocedere in Perša Liha.
Al termine della competizione, la squadra prima classificata diventerà campione d'Ucraina e si qualificherà alla fase a gironi della UEFA Champions League 2018-2019. La seconda classificata sarà ammessa al terzo turno preliminare della UEFA Champions League 2018-2019. Le squadre classificate dal terzo al quinto posto si qualificheranno alla UEFA Europa League 2018-2019, la terza direttamente alla fase a gironi e le altre due al terzo turno preliminare. Nella poule retrocessione l'ultima va direttamente in Perša Liha 2018-2019, mentre la penultima e la terzultima giocano i play-off interdivisionali con la seconda e la terza della Perša Liha 2017-2018.

### Avvenimenti
Il 27 agosto, a causa del perpetrarsi della guerra del Donbass, la Dinamo Kiev si rifiuta di giocare la partita valida per la 7ª giornata di Prem"jer-liha a Mariupol'. L'11 settembre la FFU decreta la vittoria a tavolino per 3-0 in favore del Mariupol'. Il 13 maggio lo Šachtar vince il suo undicesimo titolo con una giornata di anticipo. Il 19 maggio lo Stal' Kam"jans'ke viene retrocesso, mentre Zirka e Čornomorec' giocano lo spareggio promozione-salvezza rispettivamente contro Desna Černihiv e Poltava. Queste ultime due, vincendo le gare di ritorno degli spareggi si guadagnano la promozione ai danni di Zirka e Čornomorec' che disputeranno la Perša Liha 2018-2019.

## Squadre partecipanti
| Club              | Stagione | Città         | Stadio                            | Stagione 2016-2017         |
| ----------------- | -------- | ------------- | --------------------------------- | -------------------------- |
| Čornomorec'       | dettagli | Odessa        | Stadio Čornomorec'                | 6º posto in Prem"jer-liha  |
| Dinamo Kiev       | dettagli | Kiev          | Stadio Olimpico di Kiev           | 2º posto in Prem"jer-liha  |
| Karpaty           | dettagli | Leopoli       | Stadio Ucraina                    | 10º posto in Prem"jer-liha |
| Mariupol'         | dettagli | Mariupol'     | Stadio Volodymyr Bojko            | 1º posto in Perša Liha     |
| Oleksandrija      | dettagli | Oleksandrija  | CSC Nika Stadium                  | 5º posto in Prem"jer-liha  |
| Olimpik Donec'k   | dettagli | Donec'k       | Stadio Dynamo Lobanovs'kyj (Kiev) | 4º posto in Prem"jer-liha  |
| Šachtar           | dettagli | Donec'k       | Stadio Metalist (Charkiv)         | Campione d'Ucraina         |
| Stal' Kam"jans'ke | dettagli | Kam"jans'ke   | Obolon' Arena (Kiev)              | 8º posto in Prem"jer-liha  |
| Veres Rivne       | dettagli | Rivne         | Arena L'viv (Leopoli)             | 3º posto in Perša Liha     |
| Vorskla           | dettagli | Poltava       | Stadio Vorskla                    | 7º posto in Prem"jer-liha  |
| Zirka             | dettagli | Kropyvnyc'kyj | Zirka Stadium                     | 9º posto in Prem"jer-liha  |
| Zorja             | dettagli | Luhans'k      | Slavutyč-Arena (Zaporižžja)       | 3º posto in Prem"jer-liha  |

## Prima fase

### Classifica
|  | Pos. | Squadra           | Pt | G  | V  | N  | P  | GF | GS | DR  |
|  | ---- | ----------------- | -- | -- | -- | -- | -- | -- | -- | --- |
|  | 1.   | Šachtar           | 51 | 22 | 16 | 3  | 3  | 51 | 18 | +33 |
|  | 2.   | Dinamo Kiev       | 45 | 22 | 13 | 6  | 3  | 42 | 17 | +25 |
|  | 3.   | Vorskla           | 37 | 22 | 11 | 4  | 7  | 28 | 19 | +9  |
|  | 4.   | Zorja             | 33 | 22 | 8  | 9  | 5  | 38 | 28 | +10 |
|  | 5.   | Veres Rivne       | 32 | 22 | 7  | 11 | 4  | 26 | 17 | +9  |
|  | 6.   | Mariupol'         | 32 | 22 | 9  | 5  | 8  | 27 | 27 | 0   |
|  | 7.   | Olimpik Donec'k   | 28 | 22 | 7  | 7  | 8  | 24 | 26 | -2  |
|  | 8.   | Oleksandrija      | 23 | 22 | 4  | 11 | 7  | 19 | 23 | -4  |
|  | 9.   | Zirka             | 19 | 22 | 4  | 7  | 11 | 13 | 31 | -18 |
|  | 10.  | Karpaty           | 19 | 22 | 3  | 10 | 9  | 13 | 35 | -22 |
|  | 11.  | Čornomorec'       | 18 | 22 | 3  | 9  | 10 | 16 | 36 | -20 |
|  | 12.  | Stal' Kam"jans'ke | 15 | 22 | 3  | 6  | 13 | 15 | 32 | -17 |

Legenda:
      Ammesse alla poule scudetto
      Ammesse alla poule retrocessione
Note:
Tre punti a vittoria, uno a pareggio, zero a sconfitta.
In caso di arrivo di due o più squadre a pari punti, la graduatoria verrà stilata secondo la classifica avulsa tra le squadre interessate.

### Risultati
|                   | Čor  | DKi  | Kar  | Mar  | Ole  | Oli  | Šac  | Stal | Ver  | Vor  | Zir  | Zor  |
| ----------------- | ---- | ---- | ---- | ---- | ---- | ---- | ---- | ---- | ---- | ---- | ---- | ---- |
| Čornomorec'       | –––– | 2-1  | 0-0  | 0-0  | 2-2  | 2-1  | 0-0  | 0-1  | 0-1  | 0-3  | 3-3  | 1-1  |
| Dinamo Kiev       | 2-1  | –––– | 5-0  | 5-1  | 3-0  | 1-0  | 0-0  | 4-1  | 0-0  | 2-1  | 3-0  | 3-2  |
| Karpaty           | 1-1  | 1-1  | –––– | 0-1  | 0-0  | 2-1  | 0-3  | 3-1  | 1-6  | 1-3  | 1-1  | 0-2  |
| Mariupol'         | 3-0  | 3-0  | 3-0  | –––– | 1-1  | 1-0  | 1-3  | 4-2  | 0-0  | 0-1  | 1-0  | 2-5  |
| Oleksandrija      | 0-0  | 0-0  | 3-0  | 1-0  | –––– | 0-2  | 1-2  | 4-1  | 1-1  | 0-1  | 0-0  | 1-1  |
| Olimpik Donec'k   | 1-0  | 1-2  | 0-0  | 3-2  | 1-0  | –––– | 2-4  | 2-0  | 0-0  | 1-4  | 1-0  | 3-3  |
| Šachtar           | 5-0  | 0-1  | 2-0  | 3-1  | 1-2  | 2-0  | –––– | 1-1  | 2-0  | 3-2  | 5-0  | 3-1  |
| Stal' Kam"jans'ke | 1-1  | 0-2  | 0-0  | 0-1  | 2-0  | 1-1  | 1-2  | –––– | 0-1  | 0-1  | 0-1  | 0-1  |
| Veres Rivne       | 3-1  | 3-1  | 2-2  | 1-1  | 0-0  | 1-1  | 1-2  | 1-1  | –––– | 1-0  | 0-0  | 0-1  |
| Vorskla           | 2-1  | 0-0  | 0-1  | 1-0  | 3-1  | 1-1  | 0-3  | 1-1  | 1-0  | –––– | 2-1  | 1-1  |
| Zirka             | 0-1  | 0-2  | 0-0  | 0-3  | 0-0  | 0-0  | 2-4  | 1-0  | 1-3  | 1-0  | –––– | 2-1  |
| Zorja             | 5-0  | 4-4  | 0-0  | 1-1  | 2-2  | 0-2  | 2-1  | 0-1  | 1-1  | 3-0  | 1-0  | –––– |

## Poule Scudetto

### Classifica
|                    | Pos. | Squadra     | Pt | G  | V  | N  | P  | GF | GS | DR  |
| ------------------ | ---- | ----------- | -- | -- | -- | -- | -- | -- | -- | --- |
| Ucraina (bandiera) | 1.   | Šachtar     | 75 | 32 | 24 | 3  | 5  | 71 | 24 | +47 |
|                    | 2.   | Dinamo Kiev | 73 | 32 | 22 | 7  | 3  | 64 | 25 | +39 |
|                    | 3.   | Vorskla     | 49 | 32 | 14 | 7  | 11 | 37 | 35 | +2  |
|                    | 4.   | Zorja       | 43 | 32 | 11 | 10 | 11 | 44 | 44 | 0   |
|                    | 5.   | Mariupol'   | 39 | 32 | 10 | 9  | 13 | 38 | 41 | -3  |
|                    | 6.   | Veres Rivne | 35 | 32 | 7  | 14 | 11 | 28 | 30 | -2  |

Legenda:
      Campione di Ucraina e ammessa alla UEFA Champions League 2018-2019
      Ammessa alla UEFA Champions League 2018-2019
      Ammesse alla UEFA Europa League 2018-2019
Note:
Tre punti a vittoria, uno a pareggio, zero a sconfitta.
In caso di arrivo di due o più squadre a pari punti, la graduatoria verrà stilata secondo la classifica avulsa tra le squadre interessate.

### Risultati
|             | DKi  | Mar  | Šac  | Ver  | Vor  | Zor  |
| ----------- | ---- | ---- | ---- | ---- | ---- | ---- |
| Dinamo Kiev | –––– | 1-1  | 2-1  | 1-0  | 4-0  | 4-0  |
| Mariupol'   | 2-3  | –––– | 0-1  | 2-0  | 1-1  | 0-0  |
| Šachtar     | 0-1  | 3-0  | –––– | 1-0  | 4-2  | 2-1  |
| Veres Rivne | 1-4  | 1-1  | 0-2  | –––– | 0-0  | 0-1  |
| Vorskla     | 0-1  | 1-0  | 0-3  | 0-0  | –––– | 2-0  |
| Zorja       | 0-1  | 3-1  | 0-3  | 1-0  | 0-3  | –––– |

## Poule Retrocessione

### Classifica
|  | Pos. | Squadra           | Pt | G  | V  | N  | P  | GF | GS | DR  |
|  | ---- | ----------------- | -- | -- | -- | -- | -- | -- | -- | --- |
|  | 7.   | Oleksandrija      | 45 | 32 | 10 | 15 | 7  | 32 | 27 | +5  |
|  | 8.   | Karpaty           | 37 | 32 | 8  | 13 | 11 | 28 | 45 | -17 |
|  | 9.   | Olimpik Donec'k   | 36 | 32 | 9  | 9  | 14 | 29 | 38 | -9  |
|  | 10.  | Zirka             | 31 | 32 | 7  | 10 | 15 | 22 | 40 | -18 |
|  | 11.  | Čornomorec'       | 29 | 32 | 6  | 11 | 15 | 26 | 49 | -23 |
|  | 12.  | Stal' Kam"jans'ke | 26 | 32 | 6  | 8  | 18 | 23 | 44 | -21 |

Legenda:
 Qualificata agli spareggi promozione-retrocessione.
      Retrocessa in Perša Liha 2018-2019
Note:
Tre punti a vittoria, uno a pareggio, zero a sconfitta.
In caso di arrivo di due o più squadre a pari punti, la graduatoria verrà stilata secondo la classifica avulsa tra le squadre interessate.

### Risultati
|                   | Čor  | Kar  | Ole  | Oli  | Sta  | Zir  |
| ----------------- | ---- | ---- | ---- | ---- | ---- | ---- |
| Čornomorec'       | –––– | 1-1  | 1-3  | 3-1  | 0-1  | 1-0  |
| Karpaty           | 3-1  | –––– | 1-2  | 0-3  | 3-0  | 2-1  |
| Oleksandrija      | 0-0  | 1-1  | –––– | 2-0  | 2-0  | 1-0  |
| Olimpik Donec'k   | 1-0  | 0-2  | 0-0  | –––– | 0-2  | 0-1  |
| Stal' Kam"jans'ke | 1-2  | 0-1  | 1-2  | 0-0  | –––– | 1-1  |
| Zirka             | 2-1  | 1-1  | 0-0  | 2-0  | 1-2  | –––– |

## Spareggi promozione-retrocessione
|                | Risultati |                | Luogo e data                  |
| -------------- | --------- | -------------- | ----------------------------- |
| Čornomorec'    | 1-0       | Poltava        | Odessa, 23 maggio 2018        |
| Poltava        | 3-0 (dts) | Čornomorec'    | Poltava, 27 maggio 2018       |
|                |           |                |                               |
| Zirka          | 1-1       | Desna Černihiv | Kropyvnyc'kyj, 23 maggio 2018 |
| Desna Černihiv | 4-0       | Zirka          | Černihiv, 27 maggio 2018      |
|                |           |                |                               |

## Statistiche

### Squadre

#### Capoliste solitarie
|    | —— | ——          | ——          | ——          | ——          | ——      | ——      | —— | ——      | ——      | ——      | ——      | ——      | ——      | ——      | ——      | ——      | ——      | ——      | ——      | ——      | ——      | ——      | ——      | ——      | ——      | ——      | ——      | ——      | ——      | ——      | —— |  |
|    |    | Dinamo Kiev | Dinamo Kiev | Dinamo Kiev | Dinamo Kiev | Šachtar | Šachtar |    | Šachtar | Šachtar | Šachtar | Šachtar | Šachtar | Šachtar | Šachtar | Šachtar | Šachtar | Šachtar | Šachtar | Šachtar | Šachtar | Šachtar | Šachtar | Šachtar | Šachtar | Šachtar | Šachtar | Šachtar | Šachtar | Šachtar | Šachtar |    |  |
|    |    |             |             |             |             |         |         |    |         |         |         |         |         |         |         |         |         |         |         |         |         |         |         |         |         |         |         |         |         |         |         |    |  |
|    |    |             |             |             |             |         |         |    |         |         |         |         |         |         |         |         |         |         |         |         |         |         |         |         |         |         |         |         |         |         |         |    |  |
| 1ª | 2ª | 3ª          | 4ª          | 5ª          | 6ª          | 7ª      | 8ª      | 9ª | 10ª     | 11ª     | 12ª     | 13ª     | 14ª     | 15ª     | 16ª     | 17ª     | 18ª     | 19ª     | 20ª     | 21ª     | 22ª     | 23ª     | 24ª     | 25ª     | 26ª     | 27ª     | 28ª     | 29ª     | 30ª     | 31ª     | 32ª     |    |  |

### Individuali

#### Classifica marcatori
| Gol | Rigori |  | Giocatore          | Squadra           |
| --- | ------ |  | ------------------ | ----------------- |
| 21  | 1      |  | Facundo Ferreyra   | Šachtar           |
| 18  | 5      |  | Marlos ()          | Šachtar           |
| 13  | 2      |  | Viktor Cyhankov    | Dinamo Kiev       |
| 11  | 1      |  | Iury               | Zorja             |
| 9   |        |  | Dieumerci Mbokani  | Dinamo Kiev       |
| 9   |        |  | Jurij Kolomojec'   | Vorskla           |
| 9   | 3      |  | Mychajlo Serhijčuk | Veres / Vorskla   |
| 8   | 1      |  | Oleksiy Khoblenko  | Čornomorec'       |
| 8   | 1      |  | Orest Kuzyk        | Stal' Kam"jans'ke |
| 7   |        |  | Serhij Staren'kyj  | Oleksandria       |
| 7   |        |  | Mar"jan Šved       | Karpaty           |
| 7   |        |  | Artem Hromov       | Zorja             |